# Regne d'Igbirra
El regne d'Igbirra o Regne d'Ebira (Ebiraland) és un estat tradicional de Nigèria.

## Història[1]
La seva història és poc coneguda i els treballs estan plens d'afirmacions contradictòries i contradiccions. El que és cert, però entre els estudiosos és que els diversos grups ètnics, que constitueixen en conjunt els sis grups lingüístics ebires, es diu que van emigrar en diferents moments abans de la Primera Guerra Mundial (1914-1918) per al seu assentament actual, estant, respectivament, situats en l'Estat de Adamawa (abans part de l'estat de Gongola) entre els jukuns, estat de Plateau entre els nassarawa, estat de Benue entre els igales de Itobe i Ajaokuta, estat de Kwara i estat de Kogi entre les poblacions dominants ebira Tao i ebira Koto de Okene, Ajaokuta, Adavi, Okehi, Kotonkarfe i Lokojaa i estat d'Edo entre els igales.
Els registres de la història primerenca dels ebires es remunten al segle xvi (vers 1500), quan el extint regne de Kwararafa era un imperi floreixen que es dedicava a ferotges guerres de conquesta ètnica amb el regne de Kanem i Kanem-Bornu, i finalment amb Usman Dan Fodio. Aquestes guerres van resultar ser decisives en la conformació de les actuals identitats i les destinacions de les minoritaries tribus paganes que constituïen la població sub-ètnica aleshores, els jukuns, idomes, tiv, anaga, ebires i igales que componien el llavors anomenat regne de Kwararafa; aquests grups ètnics minoritaris eren en gran manera pagans abans de la conversió a l'islam i la tasca dels missioners cristians; la tradició dels avantpassats no els induïa a abraçar l'Islam ni el cristianisme. Essencialment, adoraven les deïtats i consultaven oracles com la seva religió original abans de l'arribada de l'Islam i el cristianisme. És interessant esmentar que aquesta guerra de desgast entre els naturals d'aquests regnes dominants era l'ordre del dia abans de l'arribada dels britànics.
Ressentits contra l'autoritat administrativa central dels jukuns a l'àrea Wukari del regne Kwararafa, el ebires com els altres grups ètnics oprimits, van emigrar sota el seu líder el nom personal del qual es desconeix fins fins a la data, tot i un relat que diu que era anomenat Ebira. Van emigrar amb freqüència i en diferents moments d'un lloc inadequat a un altre com una expressió del seu ressentiment contra el govern tirànic (entre altres raons). En el cas de la primera raó, ho van fer amb la finalitat d'alliberar-se de l'esclavitud envers els jukuns i es van dirigir cap al sud abans de finals del segle xvi. En el curs d'aquesta guerra ètnica d'independència interna i entre els indígenes que constituïen el regne de Kwarafafa, el sis grups ètnics i els seus companys de viatge es van traslladar àmpliament en diferents direccions al sud del Sàhara. Els sis grups ètnics ebires d'acord amb la història oral es donen de la següent manera:
- Els Ebira Tao o Ebira ehi de l'estat de Kogi i de l'estat de Kwara.
- Els Ebira Igu de Ebira Koto de l'estat de Kogi.
- Els Ebira Agatu de l'estat de Benue
- Els Ebira Panda o Ebira Umasha de l'estat de Plateau.
- Els Ebira Oje o Ebira Toto de l'estat de Plateau.
- Els Igbirra de l'estat d'Edo

En el curs d'aquesta migració a la recerca d'autogovern local i la independència, així com terres aptes per l'agricultura, ele ebires va compartir l'experiència comuna i angoixes amb els igales, idomes, tiv, umashes, ebires Panda, angas i igarra (ebira Etuno), els eus germans de Kwararafa que havien fugit per establir-se a terres al nord i al sud dels rius Benue i Níger. Com a refugiats de guerra van fugir en massa cap al sud, cap a les fèrtils riberes dels rius Benue i Níger, on la sabana humida amb terres i pastures i la vida aquàtica eren rics i la topografia idèntica a la que deixaven darrere seu a Kwararafa. D'aquesta manera, alguns dels immigrants es van establir en diferents punts, primer entre els tivs i idomes de l'estat de Benue, a continuació, entre els angas i nasarawa de l'estat de Nasarawa. Aquest primer grup de migrants va ser deixat enrere pels ebira Koto i ebira Tao de l'estat de Kogi.
A l'estat d'Edo, els igarres van ser el grup ebira que va fugir del Regne de Kwararafa, i després de creuar el riu Níger junts, van deixar enrere els seus familiars que eren els ebira Tao a les LGA modernes d'Okene, Adavi, Ajaokuta i Okehi a l'estat de Kogi. És interessant observar el similar nom entre el regne de Kwararafa i l'extinta Àrea de Govern Local de Kwara, més tard l'àrea de Lokoja a Kogi i l'actual Estat de Kwara. Ambdós termes es deriven del nom haussa d'un riu anomenat Kogin Kwara.
En general als llocs que travessaven, els ebires deixaven enrere els seus germans amb els que fins llavors vivien junts i compartien un llenguatge comú antic. Cadascun dels sis subgrups ètnics ebira deriva el seu llenguatge d'una corrupció de la mateixa llengua materna ebira, amb una lleugera variació en l'accent, la dicció i l'etiologia. Aquells que no es va acontentar amb la geografia i l'ocupació tradicional dels nous assentaments, van emigrar més cap al sud a Okene, al dia d'avui a l'estat de Kogi, i a Igarra a l'estat d'Edo. La ruta seguida pels diferents grups de migrants ebira probablement va començar des Wukari, després Ibi i Lunga al desaparegut estat de Gongola, i després van procedir a través de Lafia fins a Nassarawa i Toto. Van marxar de nou des Nassarawa i Toto seguint la vora del riu Níger i Konton Karfe, Lokoja, Itobe i Ajaokuta on es van separar els grups dialèctics ebira Okene, que acabaven a Igarra, a l'estat d'Edo, amb el grup de parla igarra la llengua mare del qual és una corrupció de l'original dels ebires de Kwararafa.
Aquests patrons d'assentament distintius es troben entre els jukuns del desaparegut estat de Gongola, els pandes ebira, entre els idomes de l'estat de Benue, i els ebira Koto de Kontokarfe a Lokoja així com els ebira Tao als governs locals d'Okene, Adavi, Eika i Okehi a l'estat de Kogi i els ebira Igarra de l'Estat d'Edo.
La monarquia ebira (igbirra) es va formar el 1903 i els seus sobirans (títol "ata" fins a 1954 i després "Ohinoyi") han estat els següents:
- Omadivi 1903 - 1917
- Arudi Adano 1917
- Onoruoiza Ibrahima 1917-1954
- Muhammed Sani Omolori 1954 - 1996
- Ado Ibrahim 1997-

El jutge Hussein Tanko, del Tribunal de Primera Instància de l'estat de Kogi, va declarar deposat a Ado Ibrahim el 2 d'abril de 2006, per causa d'irregularitats i vulneracions legals en el seu nomenament. El Tribunal d'Apel·lació d'Abuja sota Mary Peter Odili, va confirmar la sentència el 12 de desembre del 2009; però el 6 de juny del 2015 la Cort Suprema va revocar les dues decisions anteriors.